# Nationalpark Shete Boka
Der Nationalpark Shete Boka ist ein im Jahr 1994 eingerichtetes Naturschutzgebiet auf der zum Königreich der Niederlande gehörenden Karibikinsel Curaçao. Das Parkgebiet befindet sich im Norden der Insel und grenzt an den erheblich größeren Nationalpark Christoffel an. Der Name Shete Boka stammt aus dem Papiamentu und bedeutet in etwa „Sieben kleine Buchten“.

## Geographie
Der Nationalpark schützt einen circa zehn Kilometer langen Abschnitt von Curaçaos Nordküste, der sich durch seine rauen, ständig den Gezeiten ausgesetzten Kalkstein-Kliffs auszeichnet. In dem Bereich befinden sich insgesamt sieben kleine und schmale Buchten mit Stränden, von denen Boka Tabla die bekannteste ist. Boka Tabla wurde touristisch erschlossen, eine in den Fels gehauene Treppe führt an dieser Stelle hinab in eine zum Meer hin offene Höhle, in der Touristen die hereinrollenden Wellen beobachten können. Des Weiteren gehören zu dem circa 470 Hektar umfassenden Parkgebiet auch ein Teil des aus vulkanischem Gestein geformten Hinterlands sowie einige kleine Lagunen vor der Küste.

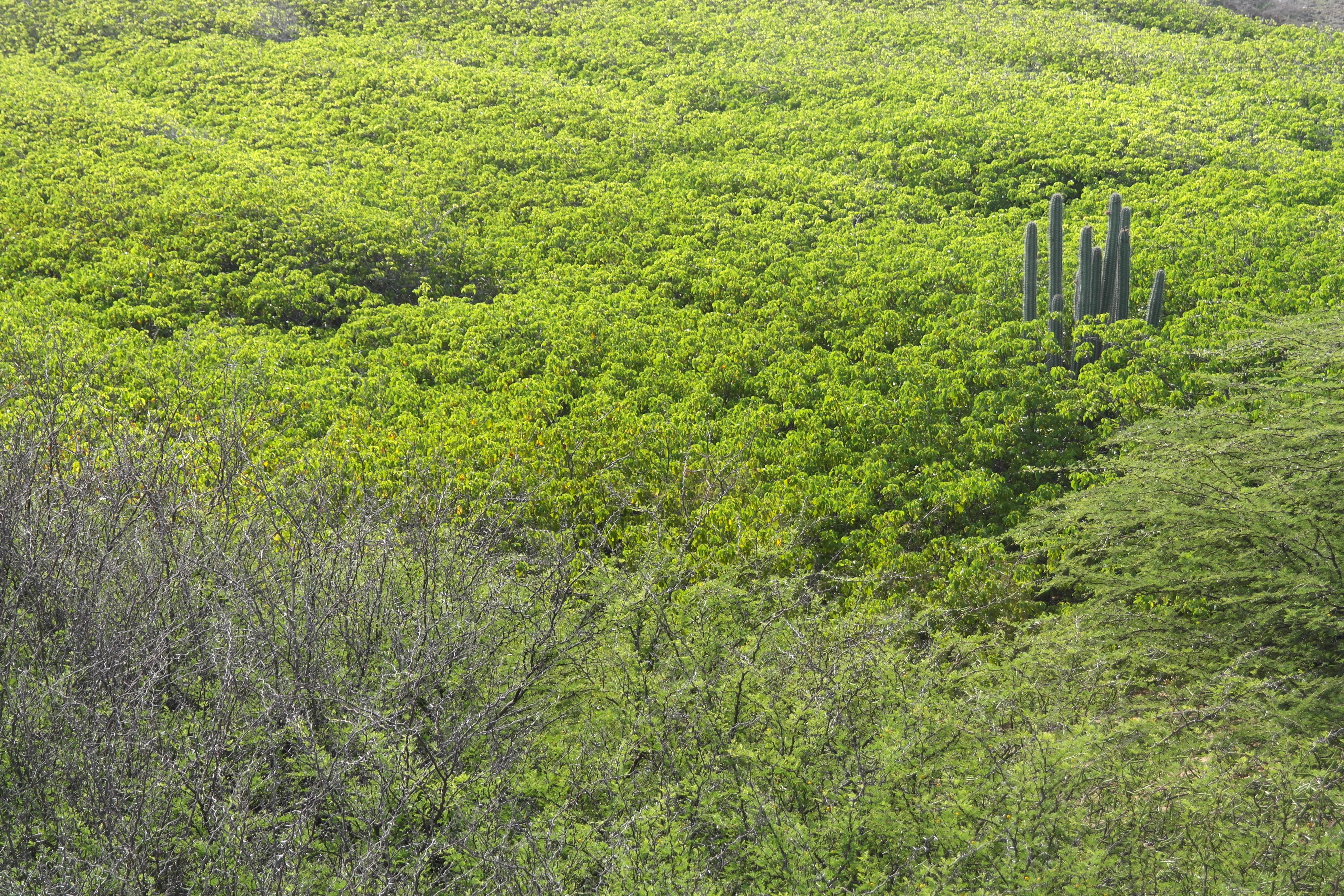
Typische Vegetation im hügeligen Hinterland Shete Bokas

Es führen zwei ausgewiesene Wanderwege – der „Boka Pistol Trail“ und der „Boka Wandomi Trail“ – durch den Park. Beide Wege sind jeweils in circa einer Stunde zu bewältigen.

## Flora und Fauna
Die Inlandbereiche Shete Bokas verfügen über eine trockene, von Sträuchern und Kakteen dominierte, Vegetation. Insbesondere die Kakteen bilden während der Trockenzeit die Nahrungsgrundlage vieler Vögel und Säugetiere. Einige der hier vorkommenden Tierarten sind für die Insel Curaçao endemisch oder kommen sogar nur in Shete Boka und im angrenzenden Nationalpark Christoffel vor. Hierzu zählen beispielsweise die Curaçao-Schleiereule und die Unterart Aratinga pertinax pertinax des Braunwangensittichs. Nur noch 250 Exemplare zählt Odocoileus virginianus curassavicus, die auf der Insel heimische Unterart des Weißwedelhirschs. Des Weiteren ist der Nationalpark ein wichtiger Zwischenstopp für diverse migratorische Vogelarten wie die Antillenseeschwalbe, den Weißbauchtölpel oder die Nacktaugentaube. Die kleinen Buchten an der Küste gelten als wichtiger Brutplatz für drei gefährdete Arten von Meeresschildkröten: Grüne Meeresschildkröte, Echte und Unechte Karettschildkröte.